# Hundeäquator
Als Hundeäquator wird umgangssprachlich die Grenze zu den Schlittenhundedistrikten in Grönland bezeichnet.

## Geschichte
In der südlichen Hälfte Westgrönlands spielten Schlittenhunde keine Rolle, da das Meer dort meist eisfrei ist. Nur nördlich des Polarkreises wurden Schlittenhunde für den Transport genutzt.
1867 wurde vom dänischen Veterinärwesen erstmals empfohlen, keine anderen Hunderassen in Nordgrönland einzuführen. Diese Regelung wurde mit einem Schreiben vom 29. Mai 1889 durch das Direktorat des KGH an den nordgrönländischen Inspektor zwecks Hemmung der Ausbreitung von Hundekrankheiten offiziell eingeführt.
Ein am 22. Mai 1957 vollzogener Landesratsbeschluss führte eine Gesetzgebung zur Hundehaltung in Grönland ein. Diese galt laut Gesetzestext nur für Westgrönland ab der Gemeinde Sisimiut nordwärts.

## Heutige Gesetzgebung
Die grönländische Hundehaltung wurde im Gesetz Nr. 18 über Schlittenhunde und Hunde- und Katzenhaltung vom 30. Oktober 1998 geregelt und mit dem Gesetz Nr. 28 vom 18. November 2010 angepasst. Als Schlittenhundedistrikte werden dort die westgrönländischen Gebiete nördlich des 66. Breitengrads, Nordgrönland und Ostgrönland östlich des 44. Längengrads definiert. Das Gesetz besagt, dass in den Schlittenhundedistrikten ausschließlich grönländische Schlittenhunde gehalten werden dürfen. Es ist weder gestattet, Schlittenhunde aus den Schlittenhundedistrikten auszuführen, noch übrige Hunde in die Schlittenhundedistrikte einzuführen. Hunde, die die Schlittenhundedistrikte dennoch verlassen haben, dürfen nur mit Genehmigung wieder eingeführt werden. Es dürfen jedoch Ausnahmen für Dienst- und Assistenzhunde gemacht werden, deren Sterilisation verlangt werden kann.
Die Grenzziehung im Gesetz wurde laut Bemerkungen auf Basis traditioneller Praxis gewählt. Der Hundeäquator dient dem Schutz der Hunderasse. Auf diese Weise soll die Ansteckung mit Hundekrankheiten und die Vermischung mit anderen Hunderassen verhindert werden.

## Begriffsgeschichte
Der Begriff Hundeäquator ist im Dänischen und Grönländischen unüblich bzw. unbekannt. Dänischsprachige Verwendung findet der Begriff in einem Artikel in der Berlingske von 2009 und in einem Artikel in einem Reisemagazin von 2011. Im deutschsprachigen Raum wird der Begriff hingegen deutlich öfter benutzt und hat Verwendung in Büchern, Zeitungsartikeln und beispielsweise 2021 als Thema bei Wer weiß denn sowas? gefunden. Der älteste bekannte Beleg stammt aus einer ProSieben-Sendung von 1997. In den folgenden Jahren kam es zu vereinzelten Verwendungen, die möglicherweise unabhängig voneinander entstanden waren. Erst seit 2007, mit dem Anlegen dieses Wikipedia-Artikels, stieg der Gebrauch des Begriffs stark an, sodass davon ausgegangen werden muss, dass er durch die Wikipedia entscheidend etabliert wurde.